# Koning & Hartman
Koning & Hartman is een Nederlands technologiebedrijf dat opereert in de Business-to-Business (b2b) markt op het gebied van telecom, industrie en infrastructuur.

## Geschiedenis
Het bedrijf vindt haar oorsprong in 1887, in de Elektronische Fabriek N.V. De onderneming begon als een installatiebedrijf voor openbare voorzieningen en de scheepsbouwindustrie. De Elektronische Fabriek veranderde door fusies meerdere malen van naam.
In 1991 nam Getronics Koning & Hartman over, dat op dat moment een distributeur en servicebedrijf van data- en telecommunicatienetwerken was.
Koning & Hartman werd in 2005 een zelfstandig bedrijf ontstaan uit Geveke Electronics, het latere Getronics, als gevolg van een managementbuy-out. In 2012 ging het bedrijf een samenwerking aan met KPN voor de installatie en het onderhoud van telefonie- en datasystemen.
Het hoofdkantoor was gevestigd in Amsterdam en tot medio 2024 waren er kantoren in Delft en Vilvoorde (België).
In 2019 werd het bedrijf overgenomen door de Franse onderneming Vinci Energies. De Autoriteit Consument en Markt deelde na de melding mee dat voor deze overname geen vergunning was vereist.
Vanaf juni 2024 zijn de onderdelen Telecom en Industrie NL gesplitst op 2 locaties: Koning & Hartman Telecom is bekend onder de merknaam Axians en is verhuisd naar Zoetermeer. Koning & Hartman Industrie NL is verhuisd naar Zwijndrecht.